# مورلیکانت پتکار
مورلیکانت پتکار (زاده ۱۹۴۴ در سنگلی ایالت ماهاراشترا) یک شناگر اهل کشور هند و دارنده مدال طلای پارالمپیک است. او نخستین دارنده مدال طلای پارالمپیک اهل هند به شمار می‌رود. پتکار در بازی‌های پارالمپیک تابستانی ۱۹۷۲ در هایدلبرگ آلمان با ثبت رکورد جهانی ۳۷.۳۳ ثانیه مدال طلای ۵۰ متر شنای آزاد را به دست آورد. او در 50 رکورد جهانی را به نام خود ثبت . پتکار در همان بازی ها در رشته‌های پرتاب نیزه و اسلالوم نیز حضور داشت که در هر سه رشته فینالیست بود. در سال 2018 از سوی دولت هند نشان افتخار پادما شری به او اعطا شد. 

## زندگی‌نامه
مورلیکانت پتکار در ۱ نوامبر ۱۹۴۴ در منطقه سنگلی، ماهاراشترا به دنیا آمد.  پتکار در دوران جوانی در رشته بوکس فعالیت می‌کرد و در ارتش هند مشغول به کار شد  در سال ۱۹۶۵ و در جریان جنگ هند و پاکستان حضور داشت و مجروح شد.  او پس از معلولیت، به شنا و سایر ورزش‌ها روی آورد.  پتکار برای نخسیت بار در بازی‌های پارالمپیک تابستانی ۱۹۶۸ در تنیس روی میز شرکت کرد. پتکار در سال ۱۹۷۲ نشان طلای رشته شنای آزاد را کسب کرد. او پس از دوران حرفه‌ای توسط شرکت خودروسازی تاتاموتورز استخدام شد. 

## در رسانه‌ها
بر اساس زندگی او یک فیلم سینمایی با نام قهرمان چاندو با کارگردانی کبیر خان ساخته شده است. کارتیک آریان در این فیلم ایفای نقش کرده است. 